# Rally de La Coruña de 1997
El Rally de La Coruña de 1997 fue la decimoquinta edición y la duodécima cita de la temporada 1997 del Campeonato de España de Rally. Se celebró del 17 al 18 de octubre y contó con un itinerario de 225 km cronometrados.

## Clasificación final
| Pos. | Piloto                | Copiloto                 | Automóvil                | Tiempo  | Diferencia |
| ---- | --------------------- | ------------------------ | ------------------------ | ------- | ---------- |
| 1.   | Luis Climent          | Álex Romaní              | Renault Mégane Maxi      | 2:32:38 | 0.0        |
| 2.   | Daniel Alonso         | Salvador Belzunces       | Ford Escort Maxi Kit Car | 2:39:55 | +7:17      |
| 3.   | Gaby Goudezeune       | Filip De Pelsemaeker     | Mazda 323 GT-R           | 2:40:56 | +8:18      |
| 4.   | Jon Casais            | Queralt Díaz             | Citroën ZX 16S           | 2:43:36 | +10:58     |
| 5.   | Ramón Ferreyros       | Pablo Herrero            | Peugeot 106 Kit Car      | 2:44:15 | +11:37     |
| 6.   | Antonio Garrido       | José Alfredo Álvarez     | Subaru Impreza WRX       | 2:47:14 | +14:36     |
| 7.   | Salvador Cañellas Jr. | Alberto Sanchís          | SEAT Ibiza Cupra         | 2:49:08 | +16:30     |
| 8.   | Roberto Solís         | Francisco Javier Álvarez | Peugeot 106 Rallye       | 2:49:22 | +16:44     |
| 9.   | Manuel Cabo           | Francisco J. Rodríguez   | SEAT Ibiza Cupra         | 2:50:00 | +17:22     |
| 10.  | Jordi Griñó           | Samira Lanaya            | Peugeot 106 Rallye       | 2:52:59 | +20:21     |